# Metresă

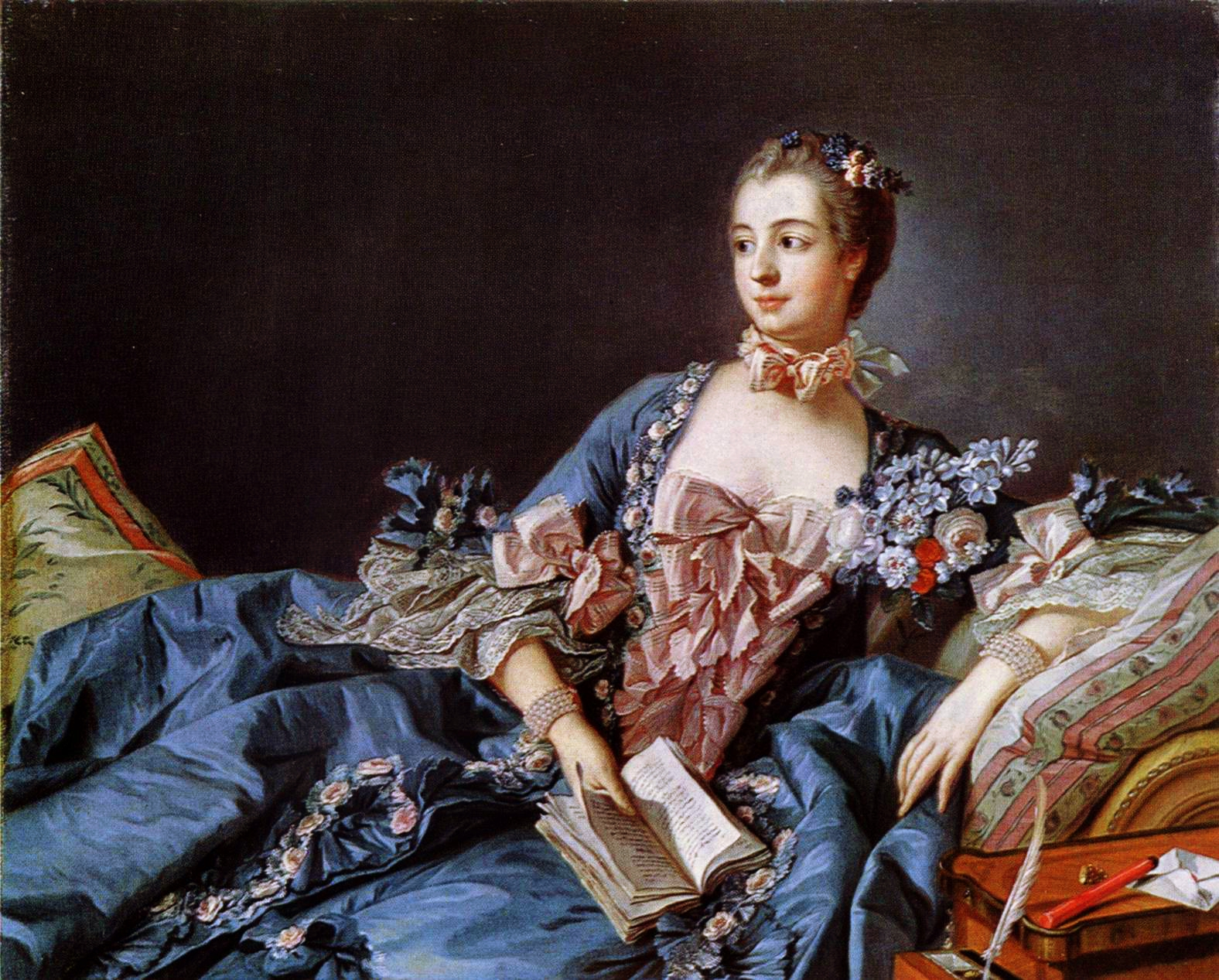
Madame de Pompadour

Metresă (latină „matrona” - femeie; franceză maîtresse) este un termen care se folosea pentru amantele unor prinți, regi, sau duci care apăreau în mod deschis în societate.

## Istorie
Deoarece cele mai multe căsătorii aveau loc din motive politice sau financiare, metresele erau și concubine, împărțind patul conjugal cu soția legitimă și fiind acceptate în parte de societatea nobililor. Metresele aveau frecvent și o influență destul de însemnată în politică, ca de exemplu Madame de Pompadour, metresa lui Ludovic al XV-lea.

## Sinonime
Un sinonim  mai larg pentru cuvântul „metresă” este „curtezană”, din franceză courtisane; acesta este împrumutat din italiană cortigiana , forma feminină a cuvântului din italiană cortigiano, „curtean”. Prin secolul al XVI-lea, cuvântul francez courtisane a primit un sens peiorativ. La rândul său, cuvântul din italiană cortigiano este un derivat al cuvântului din italiană corte „curte”, care provine din latină cohors, la genitiv cohortis, iar la acuzativ, cohortem.
Un alt sinonim este „concubină”, care este un împrumut din franceză „concubine”. Acesta, la rândul său, provine din latină „concubina”, (la genitiv singular: concubinae), „concubină”, „amantă”.

## Etimologie
Termenul românesc metresă este împrumutat din limba franceză: maîtresse. Pe la sfârșitul secolului al XII-lea, este atestată forma maistresse, feminin al substantivului maistre. Prin anul 1080 este atestată forma de masculin maiestre  care, la rândul său provine din cuvântul latinesc magister , la feminin magistra.

## Lista metreselor renumite
Metresele puteau fi întâlnite la curțile regale sau princiare, dar și în înalta societate fără acces la curte. Mai jos este redată o listă a metreselor, adică a acelor curtezane asociate în mod direct și nelegitim cu un rege, o regină, sau alți reprezentanți ale unor case suverane.

### A
- Agathokleia (concubina lui Ptolemaios’ IV.)
- Lucreția d’Alagno
- Salome Alt
- Katharina von Altenbockum
- Anaïs de Brienne
- Diane d’Andouins
- Tullia d’Aragona
- Maria Wilhelmina von Auersperg

### B
- Katharina Bagration
- Catherine Henriette de Balzac d’Entragues
- Bärbel von Ottenheim
- Charlotte de Beaune-Semblançay, Contesă de Sauve
- Marie-Jeanne Bécu, Contesă du Barry
- Catherine Bellier
- Catherine Éléonore Bénard
- Charlotte-Jeanne Béraud de la Haye de Riou, Marchiză de Montesson
- Elizabeth Blount
- Marie Thérèse Françoise Boisselet
- Mary Boleyn
- Maria Antonia von Branconi
- Aimée du Buc de Rivéry
- Jacqueline de Bueil
- Irène du Buisson de Longpré
- Jane Burden

### C
- Maria Cantemir
- Inês de Castro
- Biette Cassinel
- Vanozza Giovanna de Candia, Contesă dei Cattane
- Françoise de Châlus
- Odette de Champdivers
- Chelidonis
- Arabella Churchill
- Jennie Churchill
- Claire Clairmont
- Mary Anne Clarke
- Elizabeth Conyngham, Contesă de Conyngham
- Diana di Cordona
- Constantia von Cosel
- Anna Maria Crouch
- Anna Canalis di Cumiana

### D
- Moll Davis
- Gladys Marie Deacon
- Marie Luise von Degenfeld
- Blanche Zélia Joséphine Delacroix
- Marion Delorme
- Eleonore Denuelle
- Gaby Deslys
- Christine Deviers-Joncour
- Jane Digby
- Katharina Dolgoruki
- Margaret Drummond
- Filippa Duci
- Freda Dudley Ward
- Agnes Dunbar
- Éléonore Duplay

### E
- Grace Elliott
- Margaret Erskine
- Charlotte des Essarts
- Lucie-Madeleine d’Estaing
- Gabrielle d’Estrées
- Eudokia Ingerina

### F
- Sarah Fairbrother
- Pauline Fairfax-Potter, Baroneasă de Rothschild
- Giulia Farnese
- Maria Fitzherbert
- Françoise de Foix
- Veronica Franco
- Thelma Furness, Vicontesă Furness

### G
- Cecilia Gallerani
- Elizabeth Rosanna Gilbert
- Teresa Giuccioli
- Vasili Vasilievici Golițîn
- Catherine-Charlotte de Gramont
- Catherine Grand
- Wilhelmine von Grävenitz
- Daisy Greville, Contesă de Warwick
- Joanna Grudzińska
- Leonor de Guzmán
- Nell Gwyn

### H
- Emma Hamilton
- Katarina Hansdotter
- Marie de Hautefort
- Marguerite-Catherine Haynault
- Emilie Sofia Högquist
- Franziska von Hohenheim
- Henrietta Howard

### I
- Esther Imbert
- Ise (poetă)

### J
- Karoline Jagemann
- Dorothea Jordan
- Jennie Jerome

### K
- Mizzi Kaspar
- Janet Kennedy
- Alice Keppel
- Louise de Kérouaille
- Agnes Keyser
- Aurora von Königsmarck
- Wiebke Kruse

### L
- La belle ferronnière
- La Belle Otéro
- Louise de La Béraudière du Rouhet
- Louise de La Vallière
- Lillie Langtry
- Agnes Le Louchier
- Augusta Leigh
- Wilhelmine von Lichtenau
- Anna Petrowna Lopuchina
- Jacquette Löwenhielm
- Isabelle de Ludres
- Magda Lupescu
- Jeanne Baptiste d’Albert de Luynes

### M
- Magdalena Sibylla von Neitschütz
- Antoinette de Maignelais
- Louise Julie de Mailly-Nesle
- Pauline Félicité de Mailly-Nesle
- Diane-Adélaïde de Mailly-Nesle
- Marie-Anne de Mailly-Nesle
- Françoise d’Aubigné, marchiză de Maintenon
- Constance Malleson
- Hortensia Mancini
- Maria Mancini
- Olympia Mancini
- Marozia
- Lucy Mercer
- Valerie Meux, Baroneasă Meux
- Anna Mons
- Francoise Athénaïs, Marchiză de Montespan
- Lola Montez
- Charlotte-Marguerite de Montmorency
- Françoise de Montmorency-Fosseux
- Sophie Amalie Moth

### N
- Anna Nahowski
- Nakayama Yoshiko
- Maria Antonovna Narîșkina
- Fleurette de Nérac

### O
- Maria Obrenovici
- Virginia Oldoini
- Marie-Louise O’Murphy

### P
- María de Padilla
- Olga Valerianovna Paley
- Camilla Parker-Bowles
- Alice Perrers
- Clara Petacci
- Anne de Pisseleu d’Heilly
- Clara Elisabeth von Platen
- Jeanne-Agnès Berthelot de Pléneuf
- Gertrud von Plettenberg
- Diane de Poitiers
- Madame de Pompadour
- Antoinette de Pons

### R
- Rahel la Fermosa
- Alexei Grigorievici Razumovski
- Félizé Regnard
- Emilie von Reichenbach-Lessonitz
- Renée de Rieux, „demoiselle” de Châteauneuf
- Rosa Dorothea Ritter

- Anne de Rohan-Chabot
- Anne Couppier de Romans
- Rosamund Clifford

### S
- Julie de Saint-Laurent
- Ida Saint-Elme
- Contesa de Salisbury[8]
- Margherita Sarfatti
- Marguerite de Sassenage
- Nicole de Savigny
- Karoline von Schlotheim
- Melusine von der Schulenburg
- Katharina Schratt
- Marie Angélique de Scorailles
- Catherine Sedley, Contesă de Dorchester
- Sybille de Sélys Longchamps
- Isabella Seymour-Conway
- Jane Shore
- Dyveke Sigbritsdatter
- Agnès Sorel
- Henrietta Frances Spencer
- Gaspara Stampa
- Koo Stark
- Marguerite Steinheil
- Frances Stewart, Ducesă de Richmond și Lennox
- Jane Stuart
- Catherine Swynford

### T
- Eleonore Talbot
- Zoé Talon
- Hedvig Taube
- Contesa de Thoury
- Louise-Jeanne Tiercelin de La Colleterie
- Jeanne de Tignonville
- Marie Touchet
- Eva von Trott
- Ecaterina Gavrilovna Cislova

### V
- Katharina Valenta
- Maria von Vetsera
- Barbara Villiers
- Elizabeth Villiers
- Frances Villiers
- Claude de Vin des Œillets
- Sophie Volland

### W
- Waldrada
- Amalie Sophie von Wallmoden
- Lucy Walter
- Maria Walewska
- Marie-Thérèse Walter
- Catherine Walters
- Margarete Weisskirchner
- Henrietta Maria Wentworth, Baroneasă Wentworth
- Agneta Willeken

### Z
- Maria Zambaco